# Instituto de Pesquisa Bartol
O Instituto de Pesquisa Bartol (em inglês Bartol Research Institute) é uma instituição de pesquisa científica do Departamento de Física e Astronomia da Universidade de Delaware. Seus membros pertencem ao corpo docente da Universidade de Delaware e realizam pesquisas em áreas como astrofísica de partículas, astrofísica, cosmologia, física de partículas e ciências espaciais.

## História
Fundado em 1924 a partir de uma doação de Henry W. Bartol no Franklin Institute, em Filadélfia, como Bartol Research Foundation, mudou-se para seu próprio prédio no Swarthmore College em 1927, onde ficou por cinquenta anos. A pesquisa também foi apoiada por doações do governo dos Estados Unidos, e os tópicos de pesquisa incluíram física nuclear, raios cósmicos, astrofísica e física e química de superfícies. A Bartol Research Foundation também atuou ativamente na divulgação pública, por exemplo, por meio de uma contribuição para a Feira Mundial de Nova York de 1939.
Em 1977, a Bartol Research Foundation mudou-se para sua localização atual no edifício Sharp Lab, no campus principal da Universidade de Delaware em Newark, e mais tarde mudou seu nome para Bartol Research Institute. A integração do Bartol Research Institute ao Departamento de Física e Astronomia da Universidade de Delaware foi concluída no ano de 2005. A Bartol Research Foundation (mais tarde Bartol Research Institute) e seus pesquisadores publicaram inúmeras publicações científicas, e organizaram conferências.

### Lista de diretores
- William Francis Gray Swann (1927–1959)
- Martin A. Pomerantz (1959–1987)
- Norman F. Ness (1987–2000)
- Stuart Pittel (2000–2011)
- Stephen Matthew Barr (2011–2019)
- Jamie Holder (2019–)